# پدرو آلونسو پابلوس
پدرو آلونسو پابلوس (به اسپانیایی: Pedro Alonso Pablos) یک تهیه‌کنندهٔ اهل اسپانیا است که بیشتر بابت مصاحبه‌های ویدئویی‌اش با افراد هنرمندان سینما و تلویزیون اسپانیا و سایر کشورهای جهان شناخته می‌شود که از میان آنان می‌توان به سانتیاگو سگورا، الکس دل‌ایگلسیا، گی‌یرمو دل تورو، الیور استون و کیانو ریوز اشاره کرد.
از فیلم‌هایی که وی در ساختِ آن‌ها نقش داشته است، می‌توان به «تریسکیپولیس» و «راه فیل‌ها» اشاره نمود. فیلم دوم تماماً توسط خود او ساخته شده و نمونه‌ای از فیلمسازی تک‌نفره است.